# Аояма, Хироси
Хироси Аояма (яп. 青山 博; род. 25 октября 1981, Итихара, Тиба, Япония) — японский мотогонщик, последний чемпион мира по шоссейно-кольцевых мотогонок серии MotoGP в классе 250 cc (2009). Старший брат участника чемпионата мира по шоссейно-кольцевых мотогонок серии Супербайка в классе 250сс Сёи Аоямы. В сезоне 2016 работает тестовым гонщиком Honda Racing Corporation.

## Биография
В 2003 году Хироси выиграл чемпионат Японии в классе 250сс.
Полноценные выступления в Гран-При начал в 2004 году после серии выступлений по вайлд-кард в классе 250cc в период между 2000 и 2003 годами. В сезонах между 2004-2008, выступая на Honda и KTM, одержал восемь побед на этапах и ни разу не заканчивал сезон ниже седьмого места в общем зачете.
В 2009 году «Хиро» выиграл чемпионата мира в классе 250cc, став последним победителем класса к замене его на Moto2. В 2010 году Аояма был единственным японским гонщиком, участвовал в соревнованиях класса MotoGP. В 2011 году выступал за команду «San Carlo Honda Gresini», лучшим результатом было 4-е место на Гран-При Испании в Хересе.
В 2012 году пробовал свои силы в чемпионате Супербайка с командой Ten Kate Honda», занял 18 место в общем зачете.
В сезоне 2013 года снова вернулся в MotoGP, подписав контакт с командой «Avintia Blusens». Лучшим результатом стало 11-е место на Гран-При Малайзии, в общем зачете «Хиро» занял 13-е место.
На сезон 2014 Аояма перешел в команду Хорхе Мартинеса «Drive M7 Aspar», где его напарником стал чемпион мира 2006 года Ники Хейден. Выступая на мотоцикле Honda RCV1000R, он не мог на равных конкурировать с представителями заводских команд, поэтому лучшим его результатом в сезоне стало два 8-х места в Арагоне и Австралии. Несмотря на то, что он стал единственным гонщиком, который финишировал во всех гонках сезона, он смог занять лишь 14-е место в общем зачете.
После завершения сезона Аояма присоединился к «Honda Racing Corporation» как тестовый гонщик и принял участие в усовершенствовании мотоцикла Honda RC213V-RS.
После первой гонки сезона 2015 Аояма был приглашен в команду «Repsol Honda» на два Гран-При для замены травмированного Дани Педросы, но принял участие в трех гонках. Также в течение сезона Аояма заменил в одной гонке травмированного Карела Абрахама из команды «AB Motoracing». Лучшим результатом японца стало 11-е место на Гран-При Америк.